# Jade (fleuve)
Pour les articles homonymes, voir Jade (homonymie).
La Jade est un fleuve côtier de Basse-Saxe, en Allemagne du nord-ouest. Elle prend sa source près d'Oldenbourg et se jette dans la baie de Jade (Mer du Nord) près de Varel, après un cours de 22 kilomètres de longueur.